# 景山将太
景山 将太（かげやま しょうた、1982年8月26日 - ）は、日本のゲームミュージックの作曲家。兵庫県西宮市出身。プロキオン・スタジオ（代表：光田康典）を経て、ゲームフリークに所属した後、2013年12月31日をもって同社を退社。その後SPICA MUSICAを立ち上げた。

## 手がけた作品

### ゲーム
- ルミナスアーク（2007年、ニンテンドーDS）：作曲・編曲 - 光田康典、海田明里、三留一純と共作
- 大乱闘スマッシュブラザーズX（2008年、Wii）：一部楽曲を編曲
- ポケットモンスター ハートゴールド・ソウルシルバー（2009年、ニンテンドーDS）：作曲・編曲
- ポケットモンスター ブラック・ホワイト（2010年、ニンテンドーDS）：作曲・サウンドリーダー
- ポケットモンスター ブラック2・ホワイト2（2012年、ニンテンドーDS）：作曲・編曲（一部のみ）
- ポケットモンスター X・Y（2013年、ニンテンドー3DS）：作曲・サウンドディレクター
- Doki!Doki!デブリーズパズル（2014年、Android OS、iOS）：作曲・編曲
- ポケットモンスター オメガルビー・アルファサファイア（2014年、ニンテンドー3DS）：作曲・編曲・サウンドマネージャー
- 大乱闘スマッシュブラザーズ for Nintendo 3DS / Wii U（2014年、ニンテンドー3DS、Wii U）：一部楽曲を編曲
- ノルン＋ノネット ラストイーラ（2015年、PlayStation Vita）：作曲・編曲（※『ノルン＋ライフ』の楽曲を担当）
- ポケモン音楽図鑑（2015年、Android OS）メドレー制作
- 仮面の勇者～心の迷宮RPG～（2015年、Android OS、iOS）：作曲・編曲
- ポッ拳 POKKÉN TOURNAMENT（2015年、AC）：作曲・編曲（※1曲参加。『フェルムスタジアム』）
- CHUNITHM -チュウニズム-（2015年、AC）：作曲・編曲（※1曲参加。『overcome』）
- ポッ拳 POKKÉN TOURNAMENT Wii U版（2015年、Wii U）：作曲・編曲（※2曲参加。『フェルムスタジアム』・『テルルタウン（秋）』）
- ポケモンコマスター（2016年、Android OS、iOS）：作曲・編曲・サウンドディレクター
- 鏡界の白雪（2016年、PlayStation®Vita）：作曲・編曲
- MAGATAMA Earrings（2016年、Steam）：作曲・編曲
- 黒騎士と白の魔王（2017年、Android OS、iOS）：作曲・編曲
- アニドルカラーズ（2018年、Android OS、iOS）：作曲・編曲（※一部イベントの楽曲を担当）
- ちょいちょい ドラえもん（2018年、Android OS、iOS）：作曲・編曲
- ポケットモンスター Let's Go! ピカチュウ・Let's Go! イーブイ (2018年、Nintendo Switch)：作曲・編曲
- 大乱闘スマッシュブラザーズ SPECIAL（2018年、Nintendo Switch）：一部楽曲を編曲
- ラストイデア（2019年、Android OS、iOS）：作曲・編曲・サウンドプロデュース
- ポケモンマスターズ（2019年、Android OS、iOS）：作曲・編曲
- クロス×ロゴス（2019年、Android OS、iOS）：作曲・編曲
- ニンジャラ（2020年、Nintendo Switch）：作曲・編曲（一部のみ）
- Pokémon UNITE（2021年、Nintendo Switch、Android OS、iOS）：作曲・編曲
- ラグナドール　妖しき皇帝と終焉の夜叉姫（2021年、Android OS、iOS）：作曲・編曲
- ポケットモンスター ブリリアントダイヤモンド・シャイニングパール（2021年、Nintendo Switch）：作曲・編曲
- Pokémon Sleep（2023年、Android OS、iOS）：作曲・編曲・サウンドプロデュース

### テレビアニメ
- ポケットモンスター THE ORIGIN（2013年）：作曲・編曲 - 葉山拓亮と共作

### アニメ映画
- 劇場版ポケットモンスター ココ（2020年）：作曲・編曲 - 宮崎慎二、石塚玲依、東大路憲太と共作

### CM
- オートパンサー（2016年）：作曲・編曲
- マナラ化粧品「What makes you beautiful？」（2016年）：作曲・編曲

### 舞台
- 僕ら/私たちが鎌倉に来たのは、ただしらす丼を食べるため（2024年）：作曲・編曲・サウンドプロデュース

### コンサート・ライブ
- きのこの⼭たけのこの⾥ Presents ASAKUSA NEXT ASIA FESTIVAL 2023（2023年）：作曲・編曲・サウンドプロデュース

### CD

#### アルバム
- Luminous Arc Original Soundtracks（2007年） ：作曲・編曲 - 光田康典、海田明里、三留一純と共作
- ニンテンドーDS ポケモン ハートゴールド&ソウルシルバー ミュージック・スーパーコンプリート（2009年）：作曲・編曲
- ニンテンドーDS ポケモンブラック&ホワイト スーパーミュージックコレクション（2010年）：作曲・編曲
- ニンテンドーDS ポケモンブラック2・ホワイト2 スーパーミュージックコンプリート（2012年）：作曲・編曲
- ニンテンドー3DS ポケモンX・Y スーパーミュージックコレクション（2013年）：作曲・編曲
- モンスターハンター10周年 コンピレーション・アルバム【トリビュート】（2014年）：編曲（※『閃烈なる蒼光／ジンオウガ，海と陸の共震／ラギアクルス』）
- ニンテンドー3DS ポケモン オメガルビー・アルファサファイア スーパーミュージックコンプリート（2014年）：作曲・編曲
- 趣味の演芸 / 清水ミチコ（2014年）：編曲（※『MY WAY』）
- 大乱闘スマッシュブラザーズ for Nintendo 3DS / for Wii U 特選サウンドテスト（2015年）：編曲（一部の楽曲を制作）
- Ordinary Life +1 / Lecetto（2015年）：作曲・編曲
- SEELISCH TACT（CHUNITHM -チュウニズム- サウンドトラック）（2015年）：作曲・編曲（※1曲参加。『overcome』)
- GAME MUSIC PRAYER Ⅲ（2015年）：作曲・編曲（※1曲参加。『旅路～ボクは○○になれるのかな?～ （仮面の勇者～心の迷宮RPG～より）』)
- PRISM / 奥華子（2015年）：ストリングスアレンジ
- 仮面の勇者～心の迷宮RPG～オリジナルサウンドトラック（2016年）：作曲・編曲
- 鏡界の白雪 オリジナルサウンドトラック（2016年）：作曲・編曲
- BEST / 彩羽真矢（2017年）：作曲・編曲・サウンドプロデュース（tr.4 私は地球, tr.7 花鳥風月（※H.K.Sでの共作）
- 黒騎士と白の魔王 オリジナルサウンドトラック（2018年）：作曲・編曲（共作）
- NEW ORDER / WELL DONE SABOTAGE（2018年）：ストリングスアレンジ・シンセサイザープログラミング（tr.2 『NEW ORDER』）
- Nintendo Switch ポケモンLet’s Go! ピカチュウ・ Let’s Go! イーブイ スーパーミュージック・コンプリート（2018年）：作曲・編曲
- 「劇場版ポケットモンスター ココ」ミュージックコレクション（2020年）：作曲・編曲

#### シングル
- Brilliant World / 織田かおり（2007年）：編曲 (c/w Wish on ：作曲・編曲)
- ドリドリ / 中川翔子（2015年）：(c/w KISEKI ：作曲)
- 君がくれた夏 / 奥華子（2015年）：ストリングスアレンジ
- 私は地球 / 彩羽真矢（2015年）：サウンドプロデュース、作曲・編曲[1]
- Dream Land！Dream World！ / A・ZU・NA（虹ヶ咲学園スクールアイドル同好会）（2020年）：作曲
- THE IDOLM@STER SHINY COLORS デビ太郎 VS ジャスティスV / 小宮果穂（CV.河野ひより）（アイドルマスター シャイニーカラーズ）（2020年）：（絶対正義 EVERY DAY ：作曲・編曲）

### 歌
- サファリゾーン園歌（2009年）（歌：バオバ園長（景山将太）・サファリ合唱隊、作曲：佐藤仁美）

## 関連する項目
- ゲーム音楽の作曲家一覧